# Die Brücke von San Luis Rey (1929)
Die Brücke von San Luis Rey  ist eine US-amerikanische Verfilmung des gleichnamigen Romans von Thornton Wilder aus dem Jahr 1929. Wie viele Produktionen aus der Umbruchphase vom Stummfilm zum Tonfilm, in der noch sehr viele Kinos in den USA nicht auf die neue Technik umgerüstet worden waren, gab es sowohl eine Tonfassung als auch eine Fassung als Stummfilm für den Verleih.

## Handlung
Peru im Jahre 1714. Die Hängebrücke von San Luis Rey, die noch aus der Zeit der Inkas stammt, zerbricht und reißt fünf Menschen mit in den Tod. Bruder Juniper untersucht die Hintergründe, die zu dem Unglück führten und berichtet schließlich dem Vizekönig von Peru.
In Rückblenden werden die Schicksale der fünf Opfer erzählt, die sich zum Zeitpunkt des Unglücks auf der Brücke befanden.

## Hintergrund
Thornton Wilder gewann für seinen zweiten, 1927 veröffentlichten Roman 1928 den Pulitzer-Preis in der Sparte Roman.
Es gibt noch zwei weitere Adaptionen des Romans: 1944 entstand eine Verfilmung mit Lynn Bari und Akim Tamiroff unter der Regie von Rowland V. Lee; 2004 erfolgte die dritte und bisher letzte Verfilmung von Mary McGuckian mit F. Murray Abraham und Kathy Bates.

## Kritiken
Der Film wurde überwiegend mit positiven Kritiken bedacht. Mordaunt Hall schrieb in der New York Times, der Film hätte zwar manchmal „seltsame und wenig überzeugende filmische Ideen“, in „vielerlei Hinsicht“ sei es jedoch ein „würdiger Beitrag“ zum Buch. Insbesondere die Anfangs- und Schlussszenen des Filmes seien stark geworden und Henry Walthall würde eine überzeugende Leistung bieten.

## Auszeichnung
Bei der Oscarverleihung im April 1930 erhielt der Film einen Oscar in der Kategorie Bestes Szenenbild. Es sollte der erste von insgesamt elf Oscars werden, die Cedric Gibbons im Laufe seiner Karriere gewinnen sollte und für den er 39 Mal nominiert wurde.